# ديفوسية شينهاتية
ديفوسية شينهاتية (الاسم العلمي: Devosia chinhatensis) هي نوع من البكتيريا العصوية، سلبية الغرام، تتبع جنس الديفوسية.